# Les Suspects (film, 1957)
Pour les articles homonymes, voir Les Suspects.
Pour plus de détails, voir Fiche technique et Distribution.
Les Suspects est un film français réalisé par Jean Dréville en 1957 et sorti sur les écrans la même année.

## Synopsis
Le commissaire Perrache, de la DST (Direction et Surveillance du Territoire) a confié une mission dangereuse à l'inspecteur Vignon : démasquer le chef d'un réseau d'espionnage en Méditerranée. Vignon, au péril de sa vie, réussira à mener à bien sa tâche et retrouvera son épouse, Lucette, secrétaire de Perrache, qui a vécu avec toute l'équipe des moments d'angoisse.

## Fiche technique
- Titre : Les Suspects (titre de tournage : Quand le soleil montera )
- Réalisation : Jean Dréville, assisté de Louis Pascal, Jean-Paul Rappeneau
- Scénario et dialogue : Antoine L. Dominique
- Adaptation : Antoine L. Dominique et Jean Dréville
- Découpage : Jean Dréville
- Photographie : André Germain
- Opérateur : Jean Lallier
- Musique : René Cloërec
- Décors : Maurice Colasson, assisté de Jean Forestier
- Montage : Charles Bretoneiche, assisté de Colette Cueille
- Son : Jacques Gallois
- Maquillage : Alexandre Marcus
- Photographe de plateau : Emmanuel Lowenthal
- Script-girl : Colette Crochot
- Assistants-opérateurs : Bil Bonneau et Henri Persin
- Régisseur : André Bertoux
- Ensemblier : Robert Turlure
- Production : C.C.F.C  -  U.D.I.F (Edouard Harispuru), (Albert Dodrumez)
- Chef de production : Edouard Harispuru
- Directeur de production : François Harispuru
- Distribution : C.C.F.C
- Tournage du 26 novembre 1956 au 16 février 1957
- Film réalisé aux studios de Neuilly
- Tirage : Laboratoire Franay, L.T.C Saint-Cloud
- Trucage : LAX
- Son : Tobis-Klang-Film
- Pays :  France
- Format : 35 mm - Son mono
- Genre : Policier
- Durée : 120 min
- Première présentation le 21/08/1957
- Visa d'exploitation : 18.899

## Distribution
- Charles Vanel : le commissaire Perrache de la D.S.T.
- Anne Vernon : Lucette Vignon, la femme de Louis et secrétaire du commissaire
- Jacques Morel : l'inspecteur Paul Duchamp de la D.S.T.
- Yves Massard : l'inspecteur Louis Vignon de la D.S.T.
- Maurice Teynac : Kurt Topfer, du réseau d'espionnage
- Grégoire Aslan : l'inspecteur Ben Hamman de la D.S.T.
- René Blancard : l'inspecteur Rentier de la D.S.T.
- Henri Crémieux : Saab Astérich le réfugié qui sert d'intermédiaire
- Berthe Tissen : Janine Astérich, la femme de Saab
- Marcelle Arnold : Lynda, l'adjointe de Topfer
- Robert Porte : Korkah, l'autre terroriste
- Edmond Ardisson : le planton de la D.S.T.
- Roger Bontemps : le commissaire de marine
- Philippe Olive : le journaliste
- André Numès Fils : Crâne d'obus, l'archiviste
- Bob Ingarao : Bernard, un employé de la D.S.T.
- Germaine de France : Madame Perrache, la femme du commissaire
- Geneviève Morel : la dame au chapeau à plume dans le cinéma
- René Havard : un technicien du Sud-Tunisien
- Jean-Paul Coquelin : l'autre technicien du Sud-Tunisien
- Julien Maffre : le policier Monégasque
- Pierre Duncan : l'armoire à glace qui prend l'ascenseur
- Jean Dréville : le projectionniste
- Louis Viret : l'agent "Jupiter" de la D.S.T.
- Marc Arian : un spectateur au cinéma

## Autour du film
- Ce film a été réalisé grâce aux conseils des techniciens du contre-espionnage et avec le concours de la Marine nationale.